# Ignacy Pac
Ignacy Pac herbu Gozdawa (zm. na przełomie listopada i grudnia  1765 roku) – generał inspektor armii Wielkiego Księstwa Litewskiego w latach 1760–1763, generał major wojsk litewskich, podstoli litewski w 1760 roku, marszałek Trybunału Głównego Wielkiego Księstwa Litewskiego w 1761 roku, starosta chwejdański.
Kształcił się w pijarskim Collegium Nobilium w Warszawie. 
Poseł starodubowski na sejm 1756 roku. Poseł smoleński na sejm 1760 roku. 7 maja 1764 roku jako poseł województwa wileńskiego na sejm konwokacyjny podpisał manifest, uznający odbywający się w obecności wojsk rosyjskich sejm  za nielegalny.
W 1761 roku odznaczony Orderem Orła Białego.